# عدسة تصوير ضوئي

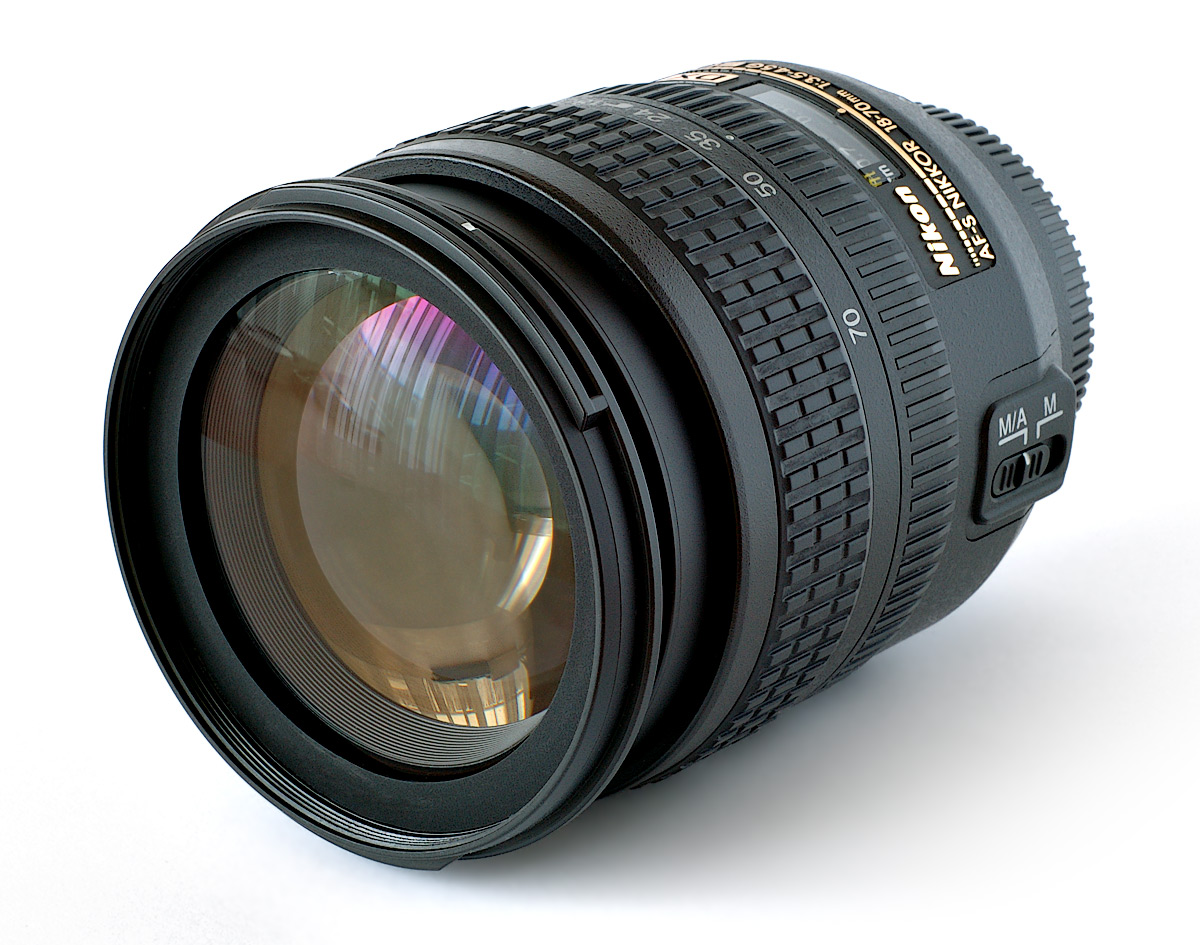
عدسة تصوير ضوئي نيكون

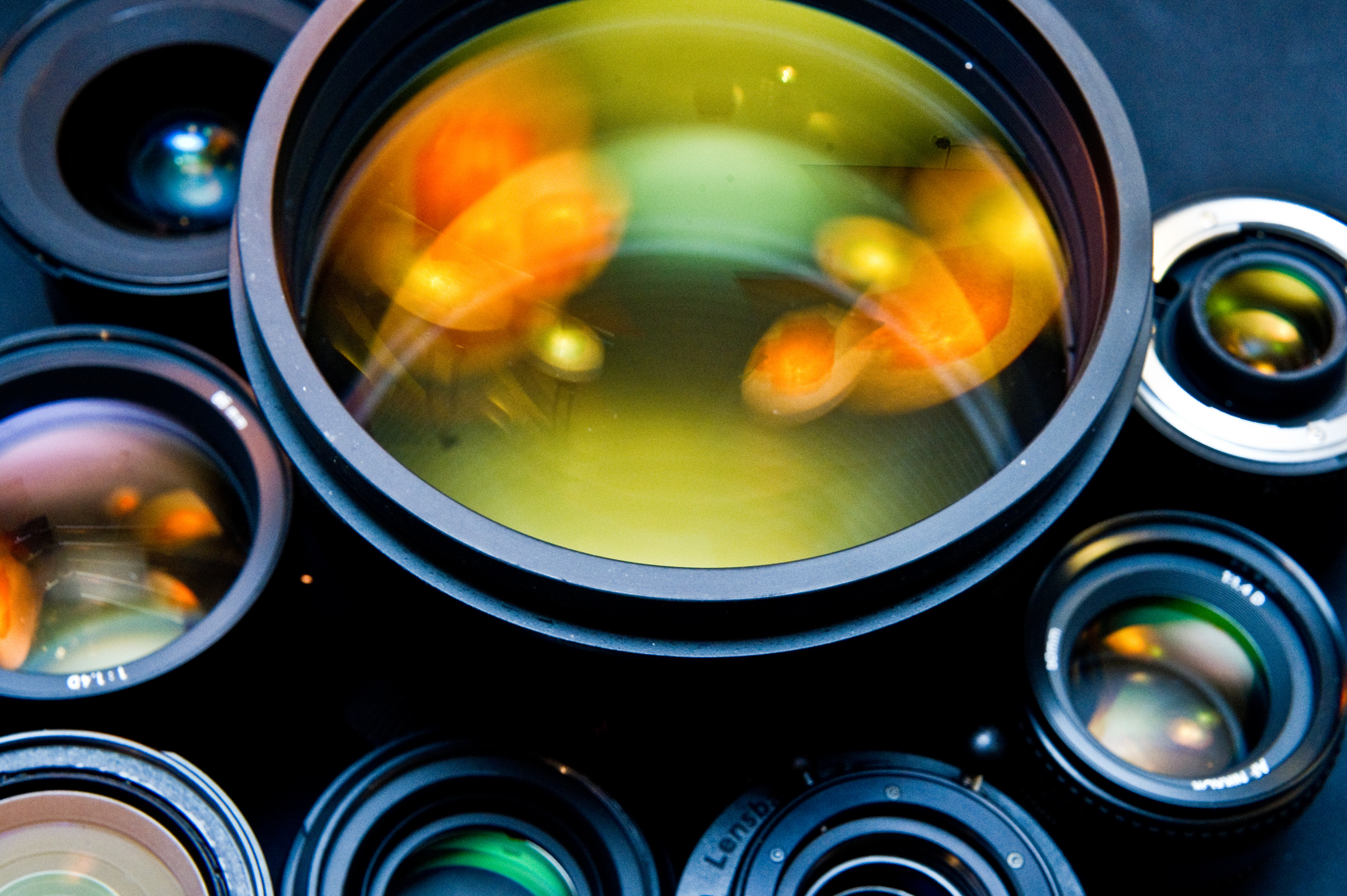
عدسات تصوير ضوئية مختلفة

عدسة التصوير الضوئي (بالإنجليزية: Photographic lens) هي عدسة أو مجموعة من العدسات البصرية تستعمل في الكاميرات لتصوير الأشياء. يمتاز المصورون المحترفون بحسن استخدام العدسات واختيار الصور المناسبة بالعدسة المناسبة لها حسب عوامل كثيرة منها الإضاءة وطبيعة الصورة والاستخدامات أيضًا فالصورة الشخصية البورتريه تحتاج عدسة غير الصورة الجماعية وصور الطبيعة غير صور الحشرات وهكذا.. تتراوح أسعارها ما بين الرخيص والغالي و لكنها في الأغلب تبدأ من 500 دولار.

## خواص العدسة الفوتوغرافية
يوجد خواص مهمة في تحدد نوع العدسات الفوتوغرافية وهي:
- البعد البؤري (بالإنجليزية: focal length): وهو المسافة بين المركز البصري للعدسة وسطح الفيلم
- سرعة العدسة (بالإنجليزية: lens speed): هي الخاصية التي تحدد أقصى ما يمكن للعدسة أن تسمح بمروره من ضوء، وهذا يتيح للعدسة ميزتين هما:
  - استخدام سرعات غالق عالية
  - إمكانية عمل عمق الميدان ضحلاً للتأثير في عمق الصورة

## أنواع العدسات الفوتوغرافية
يمكن تقسيم العدسات إلى :
- العدسات القياسية أو العدسات العادية (بالإنجليزية: normal lens): وهي تتيح زاوية رؤية 50°، وتعطي هذه العدسات منظوراً يقارب ما تراه العين البشرية بوضوح
- عدسات الماكرو (بالإنجليزية: macro lens): وهي العدسات التي صممت لتعطي أحسن صورة في المسافات القصيرة التي تقاس بالسنتيميتر، وزاوية رؤيتها يكون أضيق من 25° وبعدها البؤري يكون أقصر من العادي
- العدسات واسعة الزاوية (بالإنجليزية: wide-angle lens): وتتميز هذه العدسات بقصر بعدها البؤري عن العدسات القياسية، بالإضافة إلى زاوية رؤية أكبر تصل إلى أكثر من 60°
- العدسات المقربة (بالإنجليزية: telephoto lens): تكون هذه العدسات طويلة البعد البؤري، وتستعمل في الحصول على صورة كبيرة لموضوع بعيد وفي ضغط المنظور أي جعل المسافة بين الأشياء تبدو أقرب مما هي عليه في الطبيعة
- العدسة المدمجة: هي عدسة تستخدم في التصوير الثابت وتصوير الفيديو وهي عدسة صغيرة الحجم من مزاياها سهولة التشغيل والتحكم، أما عيوبها عدم القابلية لتغيير العدسات كما قلة الإكسسورات الخاصة بها كفلاش الخارجي والفلاتر وواقي العدسة مثلها مثل أجهزة المحمول المنتشر لأنها إعدادتها لا تختلف عن إعدادت كاميرات الجوال.[6]

## مصنعو العدسات
من أشهر مصنعي العدسات الفوتوغرافية:
- سوني
- كانون
- نيكون (نيكور)
- Cosina
- Leica Camera
- Olympus
- Pentax
- Samyang Optics
- Schneider Kreuznach
- Sigma
- Tamron
- Tokina
- Carl Zeiss AG

## روابط خارجية
- (بالإنجليزية) العدسة، موسوعة الكاميرا
- (بالإنجليزية) Lens Tutorial
- (بالإنجليزية) Optical Glass